# Zamboanga
Zamboanga – filipińskie miasto, na wyspie Mindanao, nad cieśniną Basilan. W 2010 roku jego populacja liczyła 643 557 mieszkańców.
Hiszpanie założyli je w 1635 roku. Wówczas nazywało się Fort Pilar.
Ważny ośrodek handlowo-przemysłowy. Przemysł chemiczny, spożywczy i drzewny, rzemiosło wyrobów z mosiądzu i brązu. Dla turystów zbieractwo muszli i korali. Lotnisko i port morski. Centrum religii islamskiej na Mindanao.
Atrakcje turystyczne: Fort Pilar (1. połowa XVII wieku), meczet.

## Miasta partnerskie
- Dipolog, Filipiny
- Dagupan, Filipiny
- Dapitan, Filipiny
- Sorsogon, Filipiny
- Saragossa, Hiszpania
- Trece Martires, Filipiny
- Tallahassee, Stany Zjednoczone
- Sandakan, Malezja